# ستيفن هانكوك
ستيفن هانكوك (بالإنجليزية: Steven Hancock)‏ هو راكب الكنو بريطاني، ولد في 25 يونيو 1957، وتوفي في 24 يونيو 2016 بسبب حادث مرور.

## وصلات خارجية
- ستيفن هانكوك على موقع أوليمبيديا (الإنجليزية)
- ستيفن هانكوك على موقع اللجنة الأولمبية البريطانية (الإنجليزية)